# Еновка (Ютазинский район)
Еновка (тат. Енәй) — деревня в Ютазинском районе Республики Татарстан. Входит в состав Акбашского сельского поселения.

## География
Деревня находится в юго-восточной части Татарстана, в лесостепной зоне, в пределах Бугульминско-Белебеевской возвышенности, на левом берегу реки Акбаш, к западу от автодороги 16К-1703, в 22 км к западу от посёлка городского типа Уруссу, административного центра района. Абсолютная высота — 237 метров над уровнем моря.

### Климат
Климат характеризуются как умеренно континентальный, с продолжительной умеренно холодной зимой и тёплым коротким летом. Среднегодовая температура воздуха составляет 3,2 °С. Средняя температура воздуха самого холодного месяца (января) — −12 °C; самого тёплого месяца (июля) — 18,7 °C. Среднегодовое количество атмосферных осадков составляет 528 мм, из которых более 70 % выпадает в период с апреля по октябрь.

### Часовой пояс
Деревня Еновка, как и весь Татарстан, находится в часовой зоне МСК (московское время). Смещение применяемого времени относительно UTC составляет +3:00.

## История
Основана в начале XX века. До 1920 года деревня входила в Александровскую волость Бугульминского уезда Самарской губернии. С 1920 года в составе Бугульминского кантона ТАССР. С 10.08.1930 в Бавлинском, с 10.02.1935 в Ютазинском, с 01.02.1963 в Бугульминском, с 12.01.1965 в Бавлинском, с 06.04.1991 в Ютазинском районах.

## Население
| 1920 | 1926 | 1938 | 1949 | 1958 | 1970 | 1979 | 1989 | 2002 | 2011 |
| ---- | ---- | ---- | ---- | ---- | ---- | ---- | ---- | ---- | ---- |
| 67   | 77   | 294  | 329  | 231  | 156  | 119  | 24   | 6    | 4    |

### Национальный состав
Согласно результатам переписи 2002 года, в национальной структуре населения татары составляли 67 % из 6 чел., русские — 33 %.